# Gaertnerstraße 3

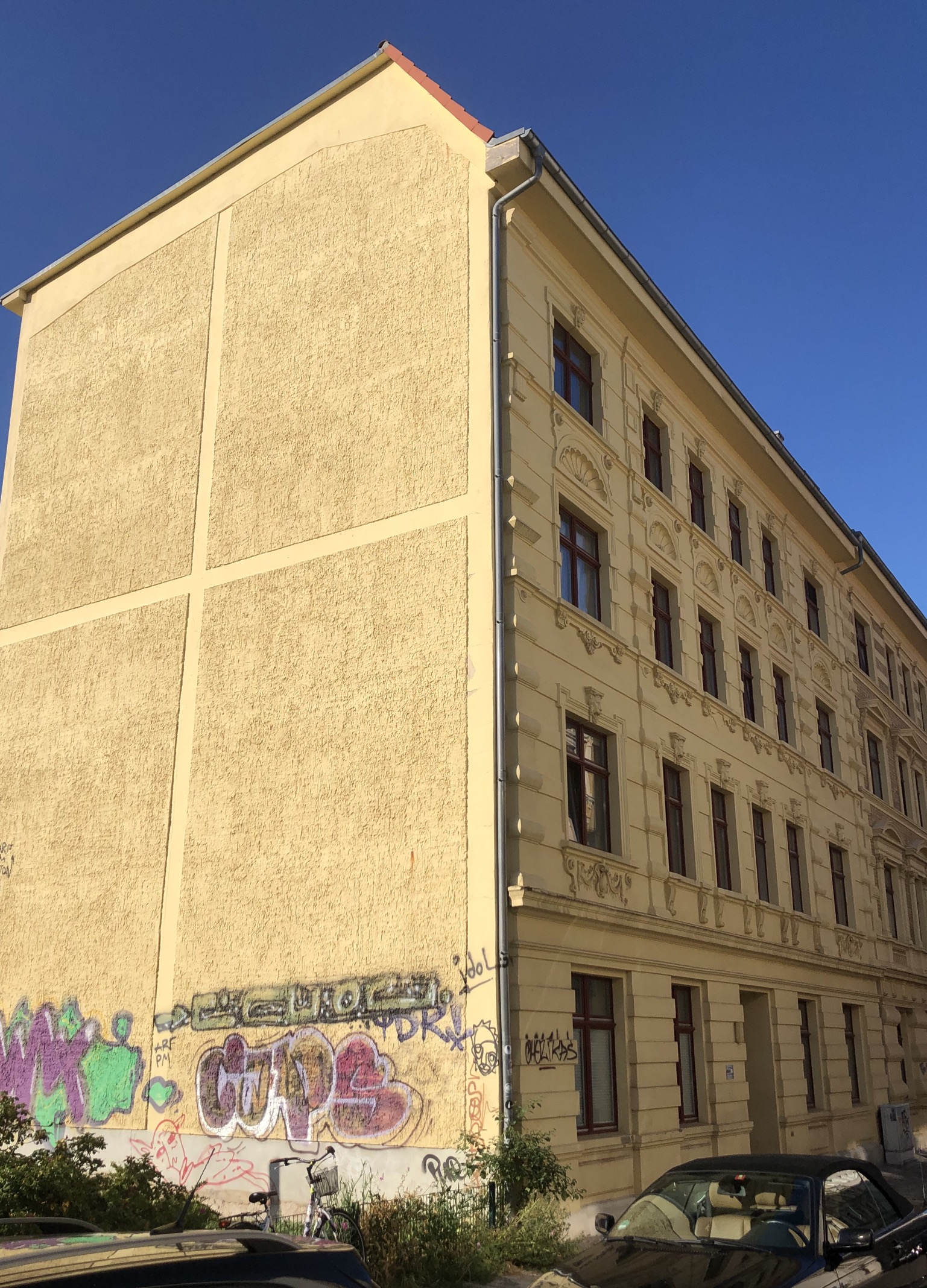
Gaertnerstraße 3 in Magdeburg, 2020

Das Gebäude Gaertnerstraße 3 ist ein denkmalgeschütztes Wohnhaus in Magdeburg in Sachsen-Anhalt.

## Lage
Es befindet sich auf der Nordseite der Gaertnerstraße im Magdeburger Stadtteil Buckau. Unmittelbar östlich grenzt das gleichfalls denkmalgeschützte Haus Gaertnerstraße 2 an.

## Architektur und Geschichte
Der viergeschossige Bau entstand 1884 nach Plänen des Maurermeisters C. Lohr für Wilhelm Dierkopf im Stil des Neobarocks. Die sechsachsige Fassade ist üppig verziert, die jeweils äußeren Achsen sind in der Art eines Risalits betont. Die Brüstungsfelder dieser Achsen sind reich mit Stuckverzierungen versehen. Im zweiten Obergeschoss sind oberhalb der Fensteröffnungen rundbogig ausgeführte Muschelfelder angebracht. An der Fassade besteht eine starke Rustizierung.
Im Inneren des Hauses befanden sich ursprünglich einfach gehaltene Dreizimmerwohnungen mit sogenanntem Dreispännergrundriss.
Im örtlichen Denkmalverzeichnis ist das Wohnhaus unter der Erfassungsnummer 094 17820 als Baudenkmal verzeichnet.
Das Haus gilt als Teil des engen gründerzeitlichen Straßenzugs als städtebaulich bedeutsam. Zugleich ist es ein sozialgeschichtliches Dokument der Wohnverhältnisse der Bauzeit im Industrieort Buckau.